# Інкубус (фільм)
«Інкубус» (англ. Inkubus) — американський кінофільм режисера Глена Чіано, що вийшов на екрани в 2011 році.

## Сюжет
Стара будівля поліцейського управління підлягає знесенню. На об'єкті знаходиться всього пару охоронців і робітників. Їх рутинні заняття перериваються самим раптовим і зловісним чином — справжній демон вторгається в світ людей. Він жадає розповісти історії про зло, яке довгі століття творилося на місці зношеної ділянки.

## У ролях
| Актор                | Роль |
| -------------------- | ---- |
| Роберт Інглунд       | -    |
| Вільям Форсайт       | -    |
| Джої Фатон           | -    |
| Джонатан Сілвермен   | -    |
| Том Паоліно          | -    |
| Сера Верді           | -    |
| Том ДеНуччі          | -    |
| Ніколас Джон Білотта | -    |
| Майк Черроне         | -    |
| Джессіка Конлан      | -    |

## Знімальна група
- Режисер — Гленн Чіано
- Сценарист — Карл В. Дюпре, Гленн Чіано
- Продюсер — Гленн Чіано, Майкл Корсо, Ентоні Гудас
- Композитор — Мауро Коланджело